# خسرو صادق‌نیت

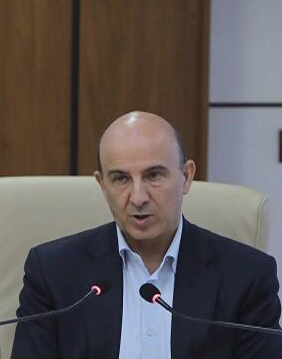
دکتر خسرو صادق نیت حقیقی

خسرو صادق‌نیت حقیقی (متولد ۱۳۴۳ در تهران) پزشک ایرانی، متخصص طب کار و فلوشیپ پزشکی خواب، استاد دانشگاه علوم پزشکی تهران است. دکتر محمدرضا ظفرقندی وزیر بهداشت، درمان و آموزش پزشکی دولت چهاردهم در اولین انتصاب در دوران وزارت خود، وی را به سمت مشاور وزیر بهداشت و مدیرکل حوزه وزارتی منصوب کرد. صادق نیت رئیس پیشین مجتمع بیمارستانی امام خمینی است. ریاست مرکز سلامت محیط و کار و ریاست بیمارستان کودکان حکیم و بیمارستان بهارلو از دیگر سوابق اجرایی او به شمار می رود.
وی علاوه بر فعالیت‌های علمی، آموزشی، پژوهشی و اجرایی، در مطب شخصی خود به ارزیابی، تشخیص و درمان اختلالات خواب می‌پردازد. او به عنوان پدر علم پزشکی خواب ایران شناخته می شود.
او در سال ۱۳۷۲ دوره پزشکی عمومی دانشگاه علوم پزشکی تهران را به پایان برد و در سال ۱۳۸۰ موفق به اخذ درجه تخصصی در رشته طب کار از دانشگاه علوم پزشکی تهران شد. همچنین طی سال‌های ۱۳۸۱ تا ۱۳۸۲ دوره فلوشیپ اختلالات خواب را در دانشگاه تورنتو طی کرد.

## تحصیلات
پزشکی عمومی، دانشگاه علوم پزشکی تهران، سال 1372
بورد تخصصی طب کار، دانشگاه علوم پزشکی تهران، سال 1380
دکترای تخصصی طب کار، دانشگاه علوم پزشکی تهران، سال 1380
دوره تکمیلی یک ساله اختلالات خواب، دانشگاه تورنتوکانادا، سال 1382
بورد تکنیکال پلی سومنوگرافی، دانشگاه پورده آمریکا، سال 1388

## سوابق شغلی و اجرایی
- مشاور وزیر بهداشت و مدیرکل حوزه وزارتی
- رئیس بیمارستان حکیم از سال 1401 تا 1403
- رئیس مجتمع بیمارستانی امام خمینی(ره) از سال 1396 تا 1400
- مدیرکل مرکز سلامت محیط و کار از سال 1393 تا 1396
- رئیس بیمارستان بهارلو از سال 1383 تا 1393
- راه اندازی و رئیس کلینیک اختلالات خواب بیمارستان  امام خمینی و بیمارستان بهارلو سال 1384

- رئیس مرکز تحقیقات اختلالات خواب شغلی از سال 1392 تاکنون
- مدیر برنامه فلوشیپ طب خواب در دانشگاه علوم پزشکی تهران از سال 1392 تاکنون
- مسئول کمیته راه اندازی فلوشیپ طب خواب دانشکده پزشکی دانشگاه علوم پزشکی تهران
- عضو کمیته تدوین کوریکولوم آموزشی فلوشیپ طب خواب
- مدیر مسئول و سردبیر مجله  journal of sleep sciences از سال 1393 تاکنون
- عضو هیات موسس  و رئیس مرکز تحقیقات اختلالات خواب شغلی و رئیس مرکز تحقیقات اختلالات تنفسی حین خواب
- عضو هیات موسس و  شورای پژوهشی مرکز تحقیقات طب کار و بیماریهای شغلی
- عضو هیات موسس و رئیس انجمن علمی پزشکی خواب ایران
- عضو هیات مدیره و دبیر انجمن علمی پزشکی خواب ایران
- عضو هیات ممتحنه آزمون دانشنامه(بورد تخصصی) طب کار
- عضو هیات موسس و و رئیس انجمن علمی طب کار ایران
- دبیر علمی اولین، سومین و پنجمین کنگره سراسری اختلالات خواب

## کتاب‌ها
- راهنمای بالینی درمان جراحی سندرم وقفه تنفسی انسدادی خواب 1399
- اختلالات خواب در بیماران دیالیزی، پیوندی و فشارخون، سال 1399
- اختلالات خواب و فعالیت‌های شغلی، خسرو صادق‌نیت و امید امینیان، تهران: طبیب، ۱۳۹۲
- فصل Melatonin and Sleep از کتاب The Pineal Gland and Melatonin سال 2009
- سلامت شغلی رانندگان حرفه‌ای، گروه مؤلفان، ناشر: تیمورزاده، طبیب، ۱۳۹۰
- روش‌های نوین تشخیص اختلالات خواب (پلی سومنوگرافی، خسرو صادق‌نیت، تهران: طبیب، ۱۳۸۹

## مقالات
- مقالات خسرو صادق‌نیت pubmed
- مقالات خسرو صادق نیت Google Scholar